# Fiction utopique et dystopique

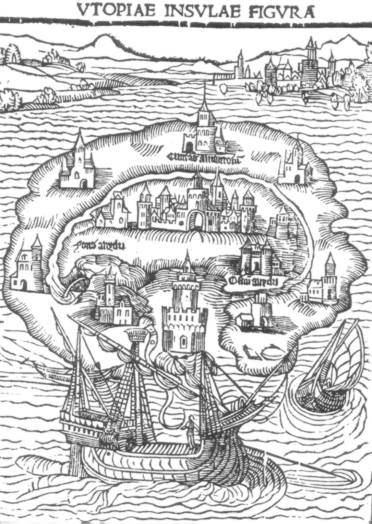
L'ouvrage Utopie de Thomas More a donné son nom au genre littéraire.

La fiction utopique et dystopique est un genre de fiction spéculative qui explore les structures sociales et politiques. La fiction utopique dépeint un cadre qui s'accorde avec l'ethos de l'auteur, tout en ayant divers attributs d'une réalité alternative destinée à plaire au lectorat. La fiction dystopique propose le contraire : la représentation d'un décor en total désaccord avec la philosophie de l'auteur. Certains romans combinent les deux genres, souvent comme une métaphore des différentes directions que l'humanité peut prendre en fonction de ses choix, se retrouvant avec l'un des deux futurs possibles. Les utopies et les dystopies se retrouvent couramment dans la science-fiction et d'autres types de fiction spéculative.
Plus de 400 ouvrages utopiques en langue anglaise ont été publiés avant 1900, et plus d'un millier d'autres sont apparus au cours du XXe siècle. Cette augmentation est en partie associée à l'augmentation de la popularité de la fiction de genre, de la science-fiction et de la fiction pour jeunes adultes en général, mais aussi à un changement social à plus grande échelle qui a sensibilisé aux problèmes sociétaux ou mondiaux plus vastes, tels que la technologie, le changement climatique et la population humaine croissante. Certaines de ces tendances ont créé des sous-genres distincts tels que la fiction écotopique, la fiction climatique, les romans dystopiques pour jeunes adultes et les romans dystopiques féministes.

## Sous-genres

### Fiction utopique
Le mot utopie a été utilisé pour la première fois dans un contexte direct par Sir Thomas More dans son œuvre de 1516 L'Utopie. Le mot « utopie » ressemble à la fois aux mots grecs « outopos » (pas de lieu) et « eutopos » (bon endroit). Le livre de More, écrit en latin, expose la vision d'une société idéale. Comme son titre l'indique, l'œuvre présente une projection ambiguë et ironique de l'état idéal. La nature fantaisiste du texte peut être confirmée par le narrateur du deuxième livre d'Utopia, Raphael Hythloday. La racine grecque du nom « Hythloday » suggère « expert en non-sens ».
Un exemple antérieur d'une œuvre utopique de l'antiquité classique est La République de Platon, dans laquelle il décrit ce qu'il considère comme la société idéale et son système politique. Plus tard, Tommaso Campanella, influencé par l'œuvre de Platon a écrit La Cité du Soleil (1623), qui décrit une société utopique moderne fondée sur l'égalité. D'autres exemples incluent Rasselas (1759) de Samuel Johnson et Erewhon (1872) de Samuel Butler, qui utilise une anagramme de « nowhere » (nulle part) comme titre,. Ceci, tout comme une grande partie de la littérature utopique, peut être considéré comme une satire ; Butler inverse la maladie et le crime, avec une punition pour la première et un traitement pour le second.
Un exemple de la signification et du but du genre utopique est décrit dans Archéologies du futur de Fredric Jameson (2005), qui aborde de nombreuses variétés utopiques définies par leur programme ou leur impulsion.

### Fiction dystopique
Une dystopie est une société caractérisée par une focalisation de caractéristiques opposées à la philosophie de l'auteur, comme la pauvreté de masse, la méfiance et la suspicion du public, un État policier ou l'oppression. La plupart des auteurs de fiction dystopique explorent au moins une raison pour laquelle les choses sont ainsi, souvent par analogie avec des problèmes similaires dans le monde réel. La littérature dystopique sert à « fournir de nouvelles perspectives sur des pratiques sociales et politiques problématiques qui pourraient autrement être tenues pour acquises ou considérées comme naturelles et inévitables ». Certaines dystopies prétendent être des utopies. L' Erewhon de Samuel Butler peut être vu comme une dystopie en raison de la façon dont les malades sont punis comme des criminels tandis que les voleurs sont «guéris» dans les hôpitaux, ce que les habitants d'Erewhon considèrent comme naturel et juste, c'est-à-dire utopique (comme le raille Voltaire dans Candide).
Les dystopies extrapolent généralement des éléments de la société contemporaine et peuvent donc être lues comme des avertissements politiques.
La littérature eschatologique peut dépeindre des dystopies.

#### Exemples
Le roman We de 1921 d'Evgeny Zamyatin dépeint un avenir post-apocalyptique dans lequel la société est entièrement basée sur la logique et modelée sur des systèmes mécaniques. George Orwell a été influencé par We lorsqu'il a écrit 1984, un roman sur Océania, un État en guerre perpétuelle, dont la population est contrôlée par la propagande. Big Brother et le quotidien Two Minutes Hate (en) donnent le ton d'une autocensure généralisée. Le roman Le Meilleur des mondes d'Aldous Huxley de 1932 commence comme une parodie de fiction utopique et projette dans l'année 2540 les changements industriels et sociaux qu'il a perçus en 1931, conduisant au succès industriel d'une population manipulée de manière coercitive et divisée en cinq castes; l'État mondial tue toutes les personnes de plus de 60 ans ou plus. Le roman La Kallocaïne de 1940 de Karin Boye se déroule dans un état mondial totalitaire où une drogue est utilisée pour contrôler les pensées.
Le roman d'Anthony Burgess de 1962  L'Orange mécanique se déroule dans une future Angleterre qui a une sous-culture de violence extrême chez les jeunes et détaille les expériences du protagoniste avec l'État déterminé à changer son personnage à sa guise. La Servante écarlate (1985) de Margaret Atwood décrit  les États-Unis dans le futur, gouvernés par une théocratie totalitaire, où les femmes n'ont aucun droit,  et The Long Walk (1979) de Stephen King décrit un scénario totalitaire similaire, mais décrivant la participation d'adolescents à un concours meurtrier. Des exemples de fiction dystopique pour jeunes adultes incluent (tous publiés après 2000) la série Hunger Games de Suzanne Collins, la série Divergent de Veronica Roth, la série Le Pouvoir des Cinq d'Anthony Horowitz, la série Le Labyrinthe de James Dashner et la série Uglies de Scott Westerfeld. Les jeux vidéo incluent souvent aussi des dystopies ; des exemples notables incluent la série Fallout, BioShock et les derniers jeux de la série Half-Life.

## Histoire de la fiction dystopique
L'histoire de la littérature dystopique remonte aux  réactions suscitées par la Révolution française de 1789 et la crainte que le règne de la foule produise une dictature. Jusqu'à la fin du XXe siècle, le genre dystopique était généralement anti-collectiviste. La fiction dystopique est apparue comme une réponse à l'utopie. Son histoire ancienne est retracée dans Gregory Claeys. Dystopie : Une histoire naturelle (Oxford University Press, 2017).
Le début de la fiction dystopique technologique remonte à La machine s’arrête d'E. M. Forster (1879-1970). Forster est largement reconnu comme un « pionnier de la littérature dystopique ». [réf. nécessaire] M Keith Booker déclare que The Machine Stops, Nous autres et Le Meilleur des mondes sont « Les grands textes définissant le genre de fiction dystopique, à la fois dans [la] vivacité de leur engagement avec les problèmes sociaux et politiques du monde réel et dans le cadre de leur critique des sociétés sur lesquelles ils se concentrent. ».
Une autre figure importante de la littérature dystopique est H. G. Wells, dont l'œuvre La Machine à explorer le temps (1895) est également largement considérée comme un prototype de la littérature dystopique,. Le travail de Wells s'inspire de la structure sociale du XIXe siècle, fournissant une critique de la structure de classe britannique à l'époque. Après la Seconde Guerre mondiale, davantage de fiction dystopique ont été produites. Ces œuvres de fiction étaient entrelacées de commentaires politiques: la fin de la Seconde Guerre mondiale a fait craindre une troisième Guerre mondiale imminente et une apocalypse conséquente.[réf. nécessaire]
La fiction dystopique moderne s'inspire non seulement de sujets tels que les gouvernements totalitaires et l'anarchisme, mais aussi de la pollution, du réchauffement climatique, du changement climatique, de la santé, de l'économie et de la technologie. Les thèmes dystopiques modernes sont courants dans le genre littéraire des jeunes adultes (YA),.

### Combinaisons
De nombreuses œuvres combinent des éléments d'utopies et de dystopies. En règle générale, un observateur de notre monde se rendra dans un autre lieu ou à un autre moment et verra une société que l'auteur considère comme idéale et une autre représentant le pire résultat possible. Habituellement, le message consiste à montrer que nos choix peuvent conduire à un monde futur potentiellement meilleur ou pire. La Vallée de l'éternel retour d'Ursula K. Le Guin répond à ce modèle, tout comme Une femme au bord du temps de Marge Piercy. Dans The Fifth Sacred Thing (en) de Starhawk, il n'y a pas d'observateur voyageant dans le temps. Cependant, sa société idéale est envahie par un pouvoir voisin incarnant une répression maléfique. Dans l'Île d'Aldous Huxley, à bien des égards un contrepoint à son plus connu Le Meilleur des mondes, la fusion des meilleures parties de la philosophie bouddhiste et de la technologie occidentale est menacée par l'invasion des compagnies pétrolières. Comme autre exemple, dans la série Unwanteds de Lisa McMann, un paradoxe se produit où les parias d'une dystopie complète sont invités dans une utopie absolue. Ils croient que ceux qui ont été privilégiés dans ladite dystopie ont été les malchanceux.
Dans un autre modèle littéraire, la société imaginée voyage entre des éléments d'utopie et de dystopie au cours du roman ou du film. Au début de Le Passeur de Lois Lowry, le monde est décrit comme une utopie. Cependant, au fur et à mesure que le livre progresse, les aspects dystopiques du monde se révèlent.
Le livre Les Voyages de Gulliver de Jonathan Swift est aussi parfois lié aux littératures utopiques et dystopiques, car il partage la préoccupation générale de classification   de bonnes et de mauvaises sociétés. Des pays visités par Lemuel Gulliver (en), Brobdingnag et le Pays des Houyhnhnms se rapprochent d'une utopie ; les autres ont des aspects dystopiques importants.

### Fiction écotopique
Dans La Fiction écotopique, l'auteur postule un monde utopique ou dystopique tournant autour de la conservation ou de la destruction de l'environnement. Danny Bloom a inventé le terme « cli fi » en 2006, avec un coup de pouce donné sur Twitter par Margaret Atwood en 2011, pour couvrir la fiction liée au changement climatique, mais le thème existe depuis des décennies. Des romans traitant de la surpopulation, comme Soleil vert de Harry Harrison (adapté au cinéma sous le titre Soleil vert), étaient populaires dans les années 1970, reflétant la préoccupation généralisée concernant les effets de la surpopulation sur l'environnement. Le roman Nature's End de Whitley Strieber et James Kunetka (en) (1986) postule un avenir dans lequel la surpopulation, la pollution, le changement climatique et les supertempêtes qui en résultent ont conduit à un mouvement politique populaire de suicide de masse. Quelques autres exemples de dystopies écologiques sont les représentations de la Terre dans les films WALL-E et Avatar.
Alors que les éco-dystopies sont plus courantes, un petit nombre d'œuvres illustrant ce que l'on pourrait appeler l'éco-utopie, ou les tendances éco-utopiques, ont également été influentes. Il s'agit notamment d'Écotopie d'Ernest Callenbach, un exemple important de ce genre au XXe siècle. Kim Stanley Robinson a écrit plusieurs livres traitant de thèmes environnementaux, dont La Trilogie de Mars. Plus particulièrement, cependant, sa trilogie Orange County (en) oppose une éco-dystopie à une éco-utopie et à une sorte d'avenir intermédiaire. Robinson a également édité une anthologie de courtes fictions écotopiques, intitulée Future Primitive: The New Ecotopias (en). Une autre œuvre emblématique de Robinson est New York 2140 qui se concentre sur les conséquences de la société après une inondation majeure et peut être vue à la fois sous un angle utopique et dystopique.
Il y a quelques dystopies qui ont un thème « anti-écologique ». Celles-ci sont souvent caractérisées par un gouvernement surprotecteur de la nature ou une société qui a perdu la plupart des technologies modernes et lutte pour sa survie. Un bel exemple en est le roman Enig Marcheur.

### Utopies féministes
Un autre sous-genre est constitué par celui des « utopies féministes » et la catégorie qui se chevauche de la science-fiction féministe. Selon l'auteure Sally Miller Gearhart, « un roman utopique féministe est un roman qui a. oppose le présent à une société idéalisée envisagée (séparée du présent par le temps ou l'espace), b. offre une critique complète des valeurs/conditions actuelles, c. considère les hommes ou les institutions masculines comme une cause majeure des maux sociaux actuels, d. présente les femmes non seulement comme au moins les égales des hommes, mais aussi comme les seules arbitres de leurs fonctions reproductrices »,.
Les utopies ont exploré la ramification du genre comme étant soit une construction sociétale, soit un impératif câblé. Dans Golden Witchbreed (en) de Mary Gentle, le sexe n'est pas choisi avant la maturité, et le sexe n'a aucune incidence sur les rôles sociaux. En revanche, Mariages entre les zones trois, quatre et cinq (en) (1980) de Doris Lessing suggère que les valeurs des hommes et des femmes sont inhérentes aux sexes et ne peuvent être modifiées, ce qui rend essentiel un compromis entre elles. Dans My Own Utopia (1961) d'Elisabeth Mann-Borgese, le genre existe mais dépend de l'âge plutôt que du sexe — les enfants asexués deviennent des femmes, dont certaines finissent par devenir des hommes. Le roman de Marge Piercy, Une femme au bord du temps, conserve la biologie humaine, mais supprime la grossesse et l'accouchement de l'équation du genre en recourant à la technologie de procréation assistée tout en permettant aux femmes et aux hommes l'expérience enrichissante de l'allaitement.
Les fr=mondes unigenrés ou les sociétés à un seul sexe ont longtemps été l'un des principaux moyens d'explorer les implications du genre et des différences entre les sexes. Une solution à oppression de genre (en) ou aux problèmes sociaux dans la fiction utopique féministe est de supprimer les hommes, soit en montrant des sociétés isolées entièrement féminines comme dans Herland de Charlotte Perkins Gilman, soit des sociétés où les hommes ont disparu ou ont été remplacés, comme dans Joanna Russ. A Few Things I Know About Whileaway, où «le genre binaire toxique» s'est éteint. Dans la fiction spéculative, des mondes réservés aux femmes ont été imaginés sous l'action de la maladie qui anéantit les hommes, ainsi que le développement d'une méthode technologique ou mystique qui permet la reproduction parthénogénétique féminine. La société qui en résulte est souvent présentée comme utopique par les écrivains féministes. De nombreuses utopies féministes influentes de ce type ont été écrites dans les années 1970, ; les exemples les plus souvent étudiés incluent The Female Man de Joanna Russ et The Holdfast Chronicles (en) de Suzy McKee Charnas. De tels mondes ont été dépeints le plus souvent par des autrices lesbiens ou féministes ; leur utilisation de mondes réservés aux femmes permet l'exploration de l'indépendance des femmes et de la libération du patriarcat. Les sociétés ne sont pas nécessairement lesbiennes ou sexuelles du tout — Herland (1915) de Charlotte Perkins Gilman est un des premiers exemples célèbres d'une société asexuée. Charlene Ball écrit dans Women's Studies Encyclopedia que l'utilisation de la fiction spéculative pour explorer les rôles de genre a été plus courante aux États-Unis qu'en Europe et ailleurs.
Les utopies imaginées par les auteurs masculins ont généralement inclus l'égalité entre les sexes plutôt que la séparation.
Les dystopies féministes sont devenues courantes dans la fiction pour jeunes adultes ces dernières années,  portant sur la relation entre l'identité de genre et l'adolescent. Par exemple, la trilogie Birthmarked de Caragh M. O'Brien (en) se concentre sur une sage-femme adolescente dans un futur monde post-apocalyptique tandis que le deuxième roman de la série place l'héroïne adolescente Gaia dans un matriarcat.

## Impact culturel
L'œuvre d'Étienne Cabet, Voyage en Icarie, a poussé un groupe d'adeptes à quitter la France en 1848 et à se rendre aux États-Unis pour lancer une série de colonies utopiques au Texas, en Illinois, en Iowa, en Californie et ailleurs. Ces groupes vivaient dans des cadres communautaires et ont duré jusqu'en 1898.
Au cours des premières décennies du XXe siècle en Russie, la popularité de la littérature de science-fiction utopique a augmenté surtout parce que le lectorat souhaitait fantasmer sur le futur, au-delà du fait qu'il s'agissait d'un nouveau genre de littérature en plein essor. Pendant la guerre froide, cependant, la science-fiction utopique est devenue exceptionnellement importante parmi les dirigeants soviétiques. De nombreux citoyens de la Russie soviétique sont devenus dépendants de ce type de littérature car il représentait une évasion du monde réel qui n'était pas idéal à l'époque. La science-fiction utopique leur a permis de fantasmer sur la satisfaction qu'il y aurait à vivre dans un monde «parfait». L'étoile rouge d'Alexandre Bogdanov était un livre de science-fiction écrit sur une société sur Mars. Ce roman a été immensément critiqué par les dirigeants soviétiques pendant la guerre froide car le livre permettait à la classe ouvrière de rêver à son évasion de la réalité. La culture de la force de travail était détestée par Lénine, le dirigeant de l'Union soviétique à l'époque, car il ne voulait pas qu'ils s'attachent émotionnellement à une telle chose.